# Hermann-Hesse-Literaturpreis
Der Hermann-Hesse-Literaturpreis wurde 1956 von der Fördergemeinschaft Kunst e. V. in Karlsruhe gestiftet. Seit 1977 ist der Preis mit dem Förderpreis der Stadt Karlsruhe verbunden und wird seit 1994 von einer eigenen Stiftung getragen. Der Preis im Gedenken an Hermann Hesse ist mit 15.000 Euro (Hauptpreis) und 7.500 Euro (Förderpreis) dotiert und wird etwa alle zwei Jahre von einer Fachjury vergeben. Die Preisübergabe findet im Rahmen einer feierlichen Veranstaltung im Karlsruher Rathaus statt.
Der Preis ist nicht zu verwechseln mit dem Calwer Hermann-Hesse-Preis sowie mit dem gleichnamigen, erstmals 2017 an Adolf Muschg vergebenen Hermann-Hesse-Preis der Internationalen Hermann-Hesse-Gesellschaft.

## Preisträger
- 1957 Martin Walser für Ehen in Philippsburg
- 1962 Ernst Augustin für Der Kopf
- 1965 Hubert Fichte für Das Waisenhaus
- 1968 Hans Saner für Kants Weg vom Krieg zum Frieden
- 1971 Mario Szenessy für Lauter falsche Pässe
- 1974 Adolf Muschg für Albissers Grund
- 1977 Dieter Kühn für Ich, Wolkenstein, Klaus Stiller (Förderpreis) für Die Faschisten, Rainer Malkowski (Förderpreis) für Einladung ins Freie
- 1980 Ernst-Jürgen Dreyer für Die Spaltung, Roland Lang (Förderpreis) für Die Mansarde, Martin Grzimek (Förderpreis) für Berger
- 1984 Natascha Wodin für Die gläserne Stadt, Friedrich-Wilhelm Korff (Förderpreis) für Auswege
- 1988 Uwe Pörksen für Die Ermordung Kotzebues oder Kinder der Zeit, Eva Schmidt (Förderpreis) für Ein Vergleich mit dem Leben
- 1991 Gerhard Meier für Land der Winde, Elmar Schenkel (Förderpreis) für Massachusetts
- 1994 Rafik Schami für Der ehrliche Lügner, Arnold Stadler (Förderpreis) für Feuerland
- 1997 Klaus Merz für Jakob schläft
- 1999 Markus Werner für Der ägyptische Heinrich, Ludwig Steinherr (Förderpreis) für Musikstunde bei Vermeer
- 2001 Marlene Streeruwitz für Nachwelt, Jan Wagner (Förderpreis) für Probebohrungen im Himmel
- 2003 Klaus Böldl für Die fernen Inseln, Christoph Amend (Förderpreis) für Morgen tanzt die ganze Welt
- 2005 Hans-Ulrich Treichel für Menschenflug; Silke Scheuermann (Förderpreis) für Der zärtlichste Punkt im All
- 2007 Antje Rávic Strubel für Kältere Schichten der Luft; Franziska Gerstenberg (Förderpreis) für Solche Geschenke
- 2009 Alain Claude Sulzer für Privatstunden; Christophe Fricker (Förderpreis) für Das schöne Auge des Betrachters
- 2012 Annette Pehnt für ihr bisheriges Werk; Ann Cotten (Förderpreis) für Florida-Räume
- 2014 Angelika Klüssendorf für April; Dorothee Elmiger (Förderpreis) für Schlafgänger
- 2016 Christian Kracht für Die Toten; Benjamin Maack (Förderpreis) für Monster[2]
- 2018 Thomas Hettche für unsere leeren herzen. Über Literatur (Essays); Paul-Henri Campbell (Förderpreis) für nach den narkosen (Gedichte)
- 2020 Iris Hanika für Echos Kammern; Nadine Schneider (Förderpreis) für Drei Kilometer[3]
- 2022 Sasha Marianna Salzmann für Im Menschen muss alles herrlich sein; Steven Uhly (Förderpreis) für Die Summe des Ganzen
- 2024 Eckhart Nickel für Punk; Amir Gudarzi (Förderpreis) für Das Ende ist nah

## Stiftungsdaten
- Anschrift:
Stiftung Hermann-Hesse-Literaturpreis
c/o Literarische Gesellschaft
 Karlstr.10, 76133 Karlsruhe

- Stiftungsorgane:

1. Fördergemeinschaft Kunst e. V., Karlsruhe
2. Stadt Karlsruhe
3. Industrie- und Handelskammer Karlsruhe
4. L-Bank, Landeskreditbank Baden-Württemberg, Karlsruhe
5. Badenwerk AG, Karlsruhe
6. Badische Beamtenbank e.G., Karlsruhe
7. dm drogerie-markt GmbH & Co.KG, Karlsruhe
8. Baden-Württembergische Bank AG, Stuttgart
9. Deutsche Bank AG, Frankfurt am Main
10. Ellen Neff, Bretten
11. Pietzsch AG gemeinsam mit Dr. Ludwig und Elke Pietzsch
12. Dr. Willmar Schwabe GmbH & Co. KG, Karlsruhe
13. Sparkasse Karlsruhe

Vermögen der Stiftung: 572.583,78 DM (Stand 31. Dezember 1998)
Inkrafttreten der Satzung: 24. März 1994
Stiftungszweck: 
Förderung der Kunst, insbesondere der Literatur. Dieser Zweck soll verwirklicht werden durch die Verleihung von Geldpreisen in mindestens dreijährlichem Turnus (seit 1997 alle zwei Jahre) insbesondere an jüngere Schriftsteller, um deren literarisches Werk auszuzeichnen und dadurch zu fördern.